# Дивизия Молитора (1805 год, Франция)
Пехотная дивизия Молитора (фр. Division d'infanterie de Molitor) с 1805 по 1806 годы — пехотная дивизия Франции периода наполеоновских войн.
С 1808 по 1809 годы — Пехотная дивизия Монришара (фр. Division d'infanterie de Montrichard).
В 1809 году — Пехотная дивизия Клапареда (фр. Division d'infanterie de Claparède).
В 1810 году — Пехотная дивизия Карра-Сен-Сира (фр. Division d'infanterie de Carra-Saint-Cyr).

## Командование дивизии

### Командиры дивизии
- дивизионный генерал Габриэль Молитор (26 августа 1805 – 14 октября 1806)
- бригадный генерал Франсуа Жальра (14 октября 1806 – 26 января 1808)
- дивизионный генерал Жозеф Монришар (26 января 1808 – 30 июня 1809)
- дивизионный генерал Мишель Клапаред (30 июня 1809 – 22 декабря 1809)
- дивизионный генерал Гаспар Биссон (22 декабря 1809)
- бригадный генерал Луи-Огюст Плозонн (22 декабря 1809 – 1 января 1810)
- дивизионный генерал Клод Карра-Сен-Сир (1 января 1810 – 9 декабря 1810)

### Начальники штаба дивизии
- полковник штаба Жан-Антуан Гаробюо (16 сентября 1805 – 1 февраля 1806)
- полковник штаба Жан Монфалькон (1 февраля 1806 – 9 декабря 1810)

## Подчинение
- 3-я пехотная дивизия Армии Италии (26 августа 1805 года);
- пехотная дивизия 8-го армейского корпуса Великой Армии (9 декабря 1805 года);
- пехотная дивизия Армии Италии (28 декабря 1805 года);
- 1-я пехотная дивизия Армии Далмации (12 января 1806 года);
- 1-я пехотная дивизия 11-го армейского корпуса Армии Германии (17 июля 1809 года);
- 1-я пехотная дивизия Армии Иллирии (14 декабря 1809 года).

## Состав дивизии
- штаб дивизии (фр. état-major de la division)

- 5-й полк линейной пехоты (фр. 5e régiment d'infanterie de ligne)

в составе дивизии с 26 августа 1805 по 1 июня 1806, с 6 апреля 1808 по 6 октября 1810.
- 23-й полк линейной пехоты (фр. 23e régiment d'infanterie de ligne)

в составе дивизии с 26 августа 1805 по 1 июня 1806.
- 60-й полк линейной пехоты (фр. 60e régiment d'infanterie de ligne)

в составе дивизии с 26 августа 1805 по 6 апреля 1808, с 6 октября 1810 по 9 декабря 1810.
- 79-й полк линейной пехоты (фр. 79e régiment d'infanterie de ligne)

в составе дивизии с 18 сентября 1805 по 6 апреля 1808, с 27 января 1809 по 9 декабря 1810.
- 8-й полк лёгкой пехоты (фр. 8e régiment d'infanterie légère)

в составе дивизии с 21 февраля 1806 по 6 апреля 1808.
- 81-й полк линейной пехоты (фр. 81e régiment d'infanterie de ligne)

в составе дивизии с 21 февраля 1806 по 9 декабря 1810.
- 11-й полк линейной пехоты (фр. 11e régiment d'infanterie de ligne)

в составе дивизии с 16 июля 1806 по 27 января 1809.
- 18-й полк лёгкой пехоты (фр. 18e régiment d'infanterie légère)

в составе дивизии с 6 апреля 1808 года по 9 декабря 1810 года.
- артиллерия дивизии (фр. artillerie de la division)

## Организация дивизии по датам
На 18 октября 1805 года:
- командир — дивизионный генерал Габриэль Молитор
- начальник штаба — полковник штаба Жан-Антуан Гаробюо
- 1-я бригада (командир — бригадный генерал Жан Лоне)
  - 5-й полк линейной пехоты / 3 батальона (командир — полковник Франсуа Тест)
  - 23-й полк линейной пехоты / 4 батальона (командир — полковник Альбер Дерио)
- 2-я бригада (командир — бригадный генерал Ги Валори)
  - 60-й полк линейной пехоты / 4 батальона (командир — полковник Этьен Коссар)
  - 79-й полк линейной пехоты / 2 батальона (командир — полковник Рош Годар)
    - Всего: 13 батальонов, 6812 человек и 12 орудий[9]

На 1 июня 1806 года:
- штаб дивизии в Задаре
- командир — дивизионный генерал Габриэль Молитор (адъютант - капитан Бальтазар)
- начальник штаба — полковник штаба Жан Монфалькон (помощники - капитаны Брюлон и Дюрок)
- 1-я бригада (командир — бригадный генерал Жак Жийи, адъютанты - капитаны Буше и Жилли) в Сплите
  - 8-й полк лёгкой пехоты / 4 батальона (командир — полковник Луи Бертран де Сивре)
  - 3-й эскадрон 19-го конно-егерского полка / 1 эскадрон

- 2-я бригада (командир — бригадный генерал Франсуа Жальра, адъютант - Лайон) в Сплите
  - 60-й полк линейной пехоты / 2 батальона (командир — полковник Этьен Коссар)

- 3-я бригада (командир — бригадный генерал Пьер-Жозеф Гийе, адъютанты - капитаны Бодмайе и Шерни) в Сплите
  - 81-й полк линейной пехоты / 4 батальона (командир — полковник Мишель Бонте)

- 4-я бригада (командир — бригадный генерал Жан Лоне, адъютанты - капитаны Семан и Фежо) в Задаре
  - 79-й полк линейной пехоты / 4 батальона (командир — полковник Рош Годар)

- артиллерия
  - 2 роты сапёров
  - 2 роты 2-го полка пешей артиллерии
  - 2 роты 1-го итальянского полка пешей артиллерии
  - транспорт 
    - Всего: 14 батальонов, 1 эскадрон, 9000 человек, 100 лошадей и 6 орудий[10]

На 6 апреля 1808 года:
- штаб дивизии в Задаре и Сплите
- командир — дивизионный генерал Жозеф Монришар
- начальник штаба — полковник штаба Жан Монфалькон
- 1-я бригада (командир — бригадный генерал Луи Суайе)
  - 18-й полк лёгкой пехоты (командир — полковник Ипполит Казо)
  - 11-й полк линейной пехоты (командир — полковник Жильбер Башлю)
- 2-я бригада (командир — бригадный генерал Франсуа Жальра)
  - 5-й полк линейной пехоты (командир — полковник Луи-Огюст Плозонн)
  - 81-й полк линейной пехоты (командир — полковник Мишель Бонте)
    - Всего: 12 батальонов[11]

На 1 июля 1809 года:
- командир — дивизионный генерал Мишель Клапаред
- начальник штаба — полковник штаба Жан Монфалькон
- 1-я бригада (командир — бригадный генерал Луи-Огюст Плозонн)
  - 5-й полк линейной пехоты / 2 батальона (командир — полковник Жан Руссий)
  - 18-й полк лёгкой пехоты / 2 батальона (командир — капитан Жан Виварес)
- 2-я бригада (командир — бригадный генерал Луи Бертран де Сивре)
  - 79-й полк линейной пехоты / 2 батальона (командир — полковник Рош Годар)
  - 81-й полк линейной пехоты / 2 батальона (командир — полковник Мишель Бонте)
    - Всего: 8 батальонов, 4882 человека[12]

На 6 октября 1810 года:
- командир — дивизионный генерал Клод Карра-Сен-Сир
- начальник штаба — полковник штаба Жан Монфалькон
- 1-я бригада (командир — бригадный генерал Луи-Огюст Плозонн)
  - 18-й полк лёгкой пехоты / 4 батальона (командир — полковник Луи Госсар)
  - 60-й полк линейной пехоты / 4 батальона (командир — полковник Ноэль Кастеллян)
- 2-я бригада (командир — бригадный генерал Луи Бертран де Сивре)
  - 79-й полк линейной пехоты / 4 батальона (командир — полковник Луи Ге)
  - 81-й полк линейной пехоты / 4 батальона (командир — полковник Мишель Бонте)
    - Всего: 16 батальонов[13] [14]

## Награждённые

### Великие офицеры ордена Почётного легиона
- Габриэль Молитор, 28 июля 1806 – дивизионный генерал, командир дивизии
- Мишель Клапаред, 17 июля 1809 – дивизионный генерал, командир дивизии

### Легионеры ордена Почётного легиона
- Жан Монфалькон, 28 июля 1806 – полковник штаба, начальник штаба дивизии

### Кавалеры ордена Железной короны
- Габриэль Молитор, 1806 – дивизионный генерал, командир дивизии